# Manitoba
Pour les articles homonymes, voir Manitoba (homonymie).

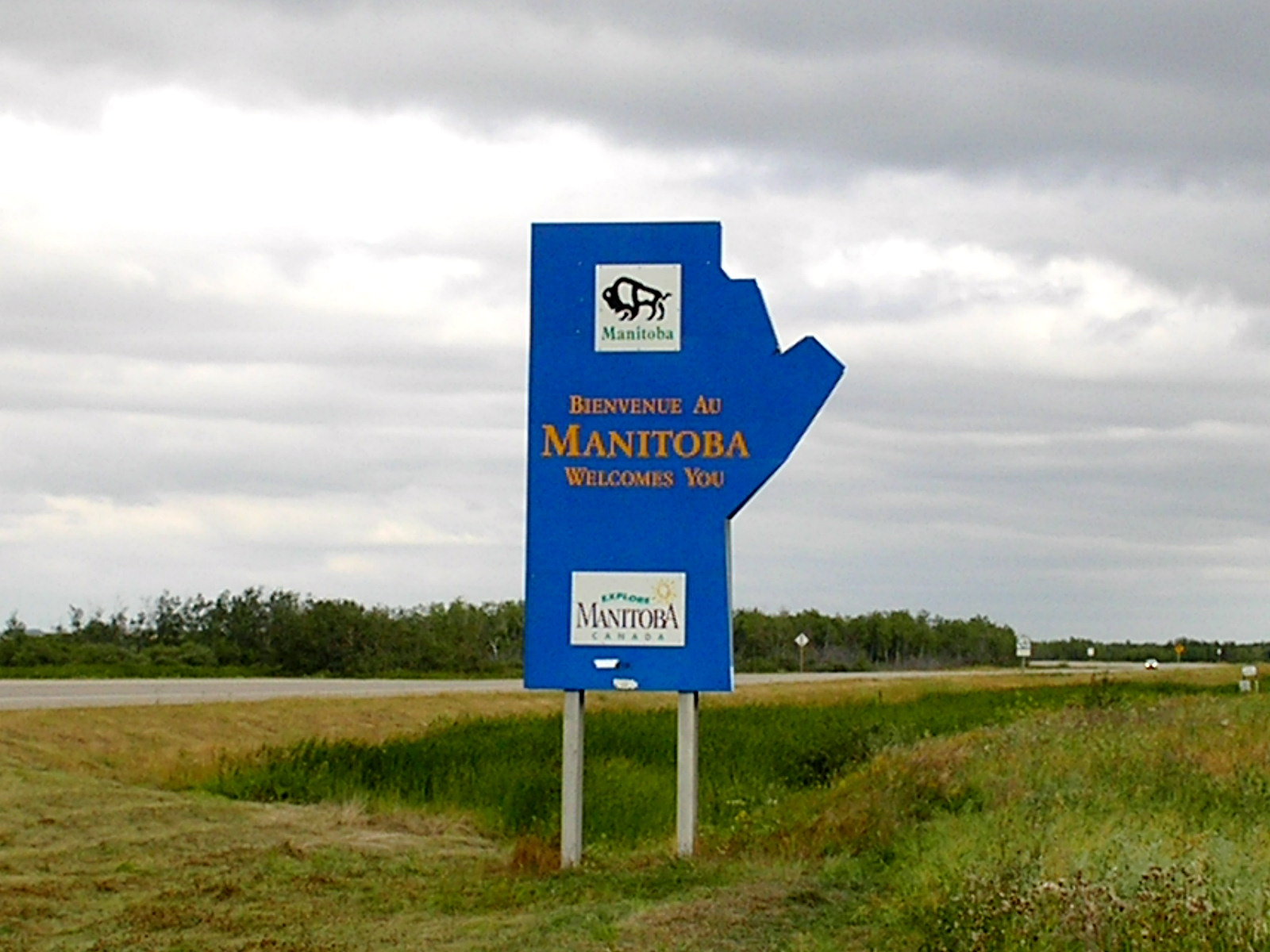
Panneau routier bilingue à l'entrée du Manitoba.

Le Manitoba (prononcé en français : /ma.ni.to.bɑ/, en anglais : /ˌmænɪˈtoʊbə/) est une province du Canada. Elle est la cinquième province la plus peuplée du pays, avec 1,2 million d'habitants, en 2016. Située dans l'Ouest canadien, elle est la plus orientale des trois provinces des Prairies, et couvre une superficie de 649 950 km2. Le Manitoba possède une grande variété de paysages, de la toundra arctique et du littoral de la baie d'Hudson dans la région du Nord, jusqu'à la forêt boréale dense, les grands lacs d'eau douce (en), et les prairies dans les régions du centre et du sud (en).
Ce qui est maintenant le Manitoba a d'abord été habité par des peuples amérindiens, pendant des milliers d'années. Au début du XVIIe siècle, des commerçants de fourrures français et britanniques ont commencé à arriver dans la région, et à établir des colonies. L'Angleterre s'assura le contrôle de la région en 1673, et créa un territoire nommé la Terre de Rupert, qui fut placé sous l'administration de la Compagnie de la Baie d'Hudson. La Terre de Rupert, qui comprenait l'ensemble du Manitoba actuel, a grandi et évolué de 1673 à 1869, avec des communautés d'Autochtones et de Métis, dans la colonie de la rivière Rouge. 
En 1869, des discussions ont commencé avec le gouvernement du Dominion du Canada, pour la création d'une nouvelle province. Au cours des négociations, plusieurs facteurs ont conduit à un soulèvement armé du peuple métis contre le gouvernement canadien, connu sous le nom de rébellion de la rivière Rouge. La résolution du conflit et les négociations ultérieures ont conduit à la création du Manitoba, qui est devenu la cinquième province à rejoindre la Confédération canadienne, lorsque le Parlement a adopté la Loi sur le Manitoba, le 15 juillet 1870. Ensuite, de nombreux Canadiens anglais en provenance de l'Ontario, ainsi que des immigrés européens, sont venus coloniser la région.
Sa capitale et sa plus grande ville est Winnipeg, qui est également la septième plus grande municipalité du Canada. Elle y abrite le siège du gouvernement, l'Assemblée législative du Manitoba, ainsi que la Cour provinciale (en). Quatre des cinq universités de la province, ses quatre équipes sportives professionnelles, et la plupart de ses activités culturelles (comme le Festival du Voyageur) sont situées à Winnipeg. La ville possède un aéroport international, ainsi qu'une base des Forces canadiennes, la BFC Winnipeg, qui opère depuis l'aéroport, et qui constitue le quartier général régional du Commandement de la défense aérospatiale de l'Amérique du Nord.

## Règles de graphie, de genre et d’emploi
Le Manitoba est de genre masculin. Pour le mot « province », il est d’usage d’écrire « La province du Manitoba » comme pour les autres mots, par exemple, « Le gouvernement du Manitoba ». Son abréviation est : « Man. » et il est le cinquième si on ne précise pas l'ordre à suivre, étant donné qu'il est la cinquième des provinces et territoires à faire son entrée dans la confédération.

## Géographie
Le Manitoba se trouve au centre du pays, dans les prairies. Les provinces limitrophes sont la Saskatchewan, à l'ouest, le Nunavut, au nord, l'Ontario à l'est, et les États-Unis d'Amérique (Dakota du Nord et Minnesota), au sud.
Winnipeg est la capitale de la province. Les autres principales villes sont Brandon, Portage la Prairie, Le Pas, Thompson et Dauphin.
Le climat du Manitoba est rude, bien que le sud de la province soit suffisamment fertile pour permettre une agriculture extensive. Au nord se trouvent des forêts de conifères, de la fondrière de mousse, et la toundra, à l'extrémité.

### Hydrographie et sols
La province dispose d'une façade maritime donnant sur la baie d'Hudson au nord-est. Elle comporte environ cent dix mille lacs qui couvrent plus de cent mille kilomètres carrés, soit 15 % de sa superficie. Les principaux lacs sont les lacs Winnipeg, Manitoba et Winnipegosis. Le lac Winnipeg est le dixième plus grand lac du monde par sa superficie.
Parmi les cours d'eau importants se trouvent la rivière Rouge, la rivière Assiniboine, le fleuve Nelson, la rivière Winnipeg, la rivière Hayes et le fleuve Churchill. 
Une grande partie du sud du Manitoba occupe le lit de l'ancien lac glaciaire Agassiz. Cette région, notamment la vallée de la rivière Rouge, est plane et fertile. Elle regroupe la majeure partie de la population de la province. Le point culminant du Manitoba est le mont Baldy (Baldy Mountain) avec une altitude de 832 mètres. Les principaux reliefs de la province sont le Mont Riding, les collines Pembina (ou collines du Manitoba), la forêt provinciale de Sandilands et le bouclier canadien. Les régions situées au nord et à l'est de la province, assises sur le socle granitique accidenté du bouclier canadien sont faiblement peuplées. 
L'agriculture extensive est pratiquée uniquement dans la partie sud de la province, même si la culture céréalière est également présente dans la région de la ville du Pas. L'activité agricole principale est l'élevage bovin (35 %), la céréaliculture (19 %) et la production d'huile végétale (8 %). Environ 12 % des terres arables du Canada se situent au Manitoba.

### Flore et faune

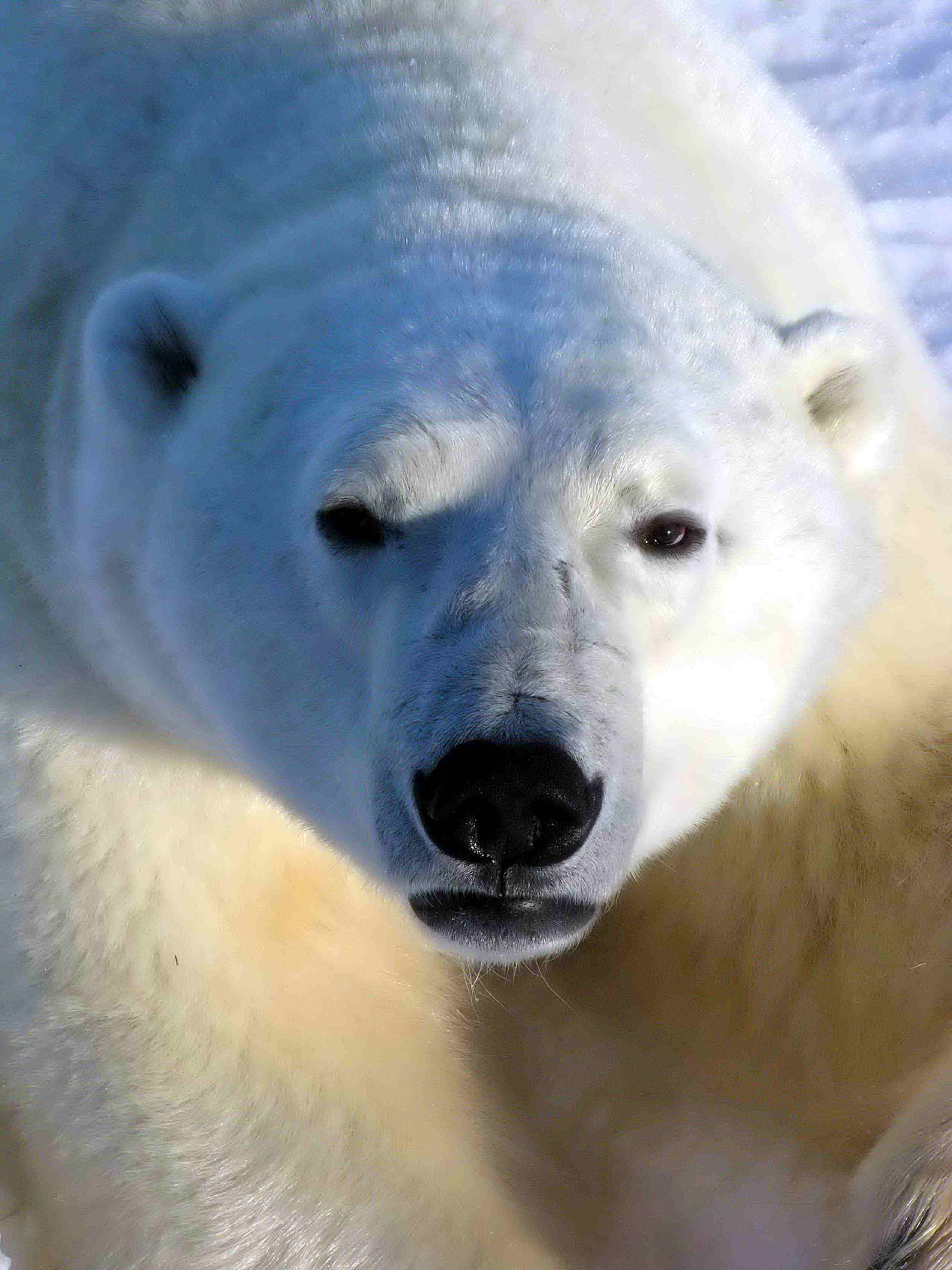
Les ours polaires sont nombreux dans le Nord du Manitoba.

Les parties est, sud-est et nord du Manitoba sont couvertes par la forêt boréale de conifères et le muskeg (ou « fondrière de mousse » ). La partie la plus septentrionale, qui borde la baie d'Hudson, présente une végétation de type toundra. La forêt couvre environ 263 000 km2, soit 48 % de la superficie de la province. La forêt se compose principalement de pins (gris et rouges notamment), d'épicéas (épinettes blanches et noires), de mélèzes laricins, de peupliers (faux-trembles, baumiers), de bouleaux (bouleaux à papier et bouleaux nains) ainsi que quelques poches de thuyas occidentaux. La prairies à herbes hautes domine dans la partie sud de la province. Elle est notamment remarquable pour la présence d'espèces d'orchidées menacées. Le crocus des prairies peut y être retrouvé en floraison pendant le printemps et fut choisi comme l'emblème floral de la province. 
Le Manitoba abrite des espèces animales variées. La province est notamment connue pour son importante population d'ours polaires ; la ville de Churchill est ainsi connue comme la « capitale de l'ours polaire ». D'autres animaux de grande taille comme l'orignal, le caribou et le loup sont communs dans la province, notamment dans les zones protégées. Une importante population de serpents du genre Thamnophis existe près de Narcisse. Le Manitoba compte plus de 145 espèces d'oiseaux, dont la chouette lapone, oiseau symbole officiel de la province, ainsi que le faucon pèlerin. Les lacs du Manitoba abritent de nombreuses espèces de poissons, dont la truite, le brochet et le laquaiche aux yeux d'or
.

### Winnipeg: capitale du Manitoba

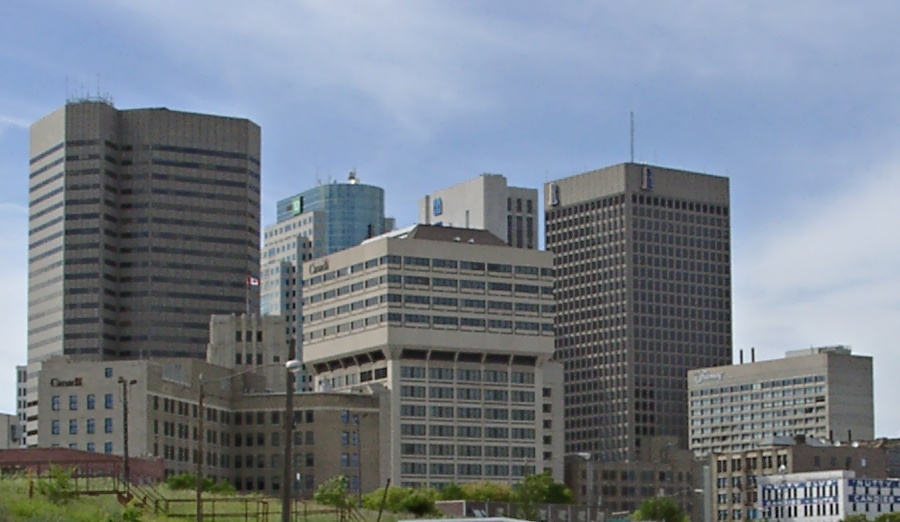
La capitale du Manitoba, Winnipeg.

La capitale du Manitoba et sa plus grande ville est Winnipeg, la huitième métropole du pays en nombre d'habitants. Winnipeg est le siège du gouvernement, de l'Assemblée législative du Manitoba et de la Cour provinciale. Quatre des cinq universités de la province, toutes les quatre ayant des équipes de sport professionnelles et la plupart des activités culturelles (comme le Festival du voyageur et Folklorama) sont situées à Winnipeg. La ville a une gare routière et ferroviaire, un aéroport international très fréquenté avec une base des Forces canadiennes opérant à partir de l'aéroport et est le siège régional du Commandement de la défense aérospatiale de l'Amérique du Nord.

## Histoire
Les nations autochtones du Manitoba sont les Ojibwas et Assiniboines. 
Le premier navigateur britannique, Sir Thomas Button, fut chargé par Jacques Ier d'Angleterre, en 1611, de poursuivre les explorations faites par Henry Hudson au Nord de l'Amérique; il a découvert les terres qu'il nomma Nouvelle-Galles, terre de Carey's-Swans-Nest, les caps de Southampton, de Pembroke, les îles Mansfield, l'île et la baie de Button. Parvenu jusque vers le soixante-cinquième parallèle, il se convainquit de la possibilité d'un passage au nord-ouest. Il aurait atteint le Manitoba actuel et visita le fleuve Nelson en 1612. Par la suite, Pierre Gaultier de Varennes et de La Vérendrye visita le val de la rivière Rouge dans les années 1730, ouvrant ainsi la voie à l'exploration française pour la traite des fourrures.
1738 : La Vérendrye atteint le site actuel de Saint-Boniface. Des traiteurs et des explorateurs français de la Nouvelle-France utilisent la route tracée par La Vérendrye pour se rendre dans l'Ouest de la Nouvelle-France. Nombre de ces voyageurs éliront domicile dans l'Ouest où ils prendront des épouses autochtones, donnant ainsi naissance à un nouveau peuple, les Métis de l'Ouest.
À la suite de l'annexion britannique de la Nouvelle-France en 1763 à la fin de la guerre de Sept Ans le sud du Manitoba devint le territoire de traite des fourrures de la Compagnie du Nord-Ouest, en concurrence directe avec les négociants de la Terre de Rupert, territoire gigantesque appartenant à la Compagnie de la Baie d'Hudson.
1812 : les premiers colons anglophones écossais et irlandais recrutés par Lord Selkirk arrivent à la Fourche. 
À la suite de la fondation du premier village d'agriculteurs, Fort Douglas, en 1812, par lord Selkirk, des tensions se font jour entre les colons anglophones et les Métis qui travaillaient pour la Compagnie du Nord-Ouest, concurrente de la Compagnie de la Baie d'Hudson dans laquelle était actionnaire lord Selkirk. Le 19 juin 1816, la Bataille de la Grenouillère, provoquée par une escarmouche entre le gouverneur de Fort Douglas, Robert Semple, et ses hommes qui tentaient d'intercepter un groupe de Métis commandé par Cuthbert Grant (futur capitaine général de la Nation métisse), fait vingt morts du côté des anglophones et 1 du côté des Métis. Cet incident marque le début de la guerre dite du Pemmican entre les hommes de la Compagnie de la Baie d'Hudson et ceux de la Compagnie du Nord-Ouest. Le résultat de ce conflit est la fusion des deux compagnies en une nouvelle qui garda le nom de Compagnie de la Baie d'Hudson, exigée par le gouvernement britannique en 1821 pour mettre fin aux violences. 
1822 : création du Conseil d'Assiniboïa, un gouvernement local mis en place par la Compagnie de la Baie d'Hudson pour aider le gouverneur de la compagnie à administrer la Colonie de la Rivière-Rouge. Le Conseil a essentiellement des fonctions judiciaires. 
1835 : le Conseil d'Assiniboïa est métamorphosé en assemblée législative et exécutive. Pour assurer l'application des lois et faciliter le fonctionnement de l'administration, le conseil crée des comités, constitue des tribunaux et organise une force policière. Plusieurs francophones descendants des Français de la Nouvelle-France et des Métis, sont appelés à exercer diverses fonctions dans la magistrature et la police. 
Lors de la cession de la Terre de Rupert au Canada en 1870 (qui deviendra les Territoires du Nord-Ouest), l'absence de consultation de la population métisse installée depuis plusieurs générations mena le chef métis Louis Riel à établir un gouvernement provisoire en déclarant l'indépendance du Manitoba. Ce fut la rébellion de la rivière Rouge (1869-1870). Des délégués du gouvernement de Riel entrèrent en négociation avec le gouvernement canadien, ce qui mena à l'entrée dans la confédération de la province du Manitoba en 1870 (Loi sur le Manitoba). À ce moment les anglophones d'extractions britanniques étaient approximativement de 5 % de la population totale. Les descendants des Français et métis francophones formaient 40 % de la population et les Autochtones majoritaires 45 %. L'implantation de colons britanniques par la suite et l'interdiction de la langue française à l'école ont rendu minoritaires ces deux populations autrefois majoritaires (voir Franco-Manitobains).
À l'origine, le territoire de la province ne s'étendait que sur 1/18 de sa taille actuelle ; elle fut connue comme « la province timbre-poste ». Elle crut progressivement en absorbant des parties des Territoires du Nord-Ouest jusqu'à atteindre sa taille actuelle en parvenant au soixantième parallèle nord en 1912.
Pendant la Première Guerre mondiale, les femmes du Manitoba mariées à des soldats ou des marins deviennent les premières canadiennes à disposer du droit de vote, droit que, au moins en théorie, elles ont exercé au nom de leurs maris. Une grande grève générale eut lieu à Winnipeg en 1919, et la province a été durement touchée par la Grande Dépression. Cela a conduit à la création de ce qui allait devenir le Nouveau Parti démocratique du Manitoba, l'un des grands partis politiques de la province.

## Politique

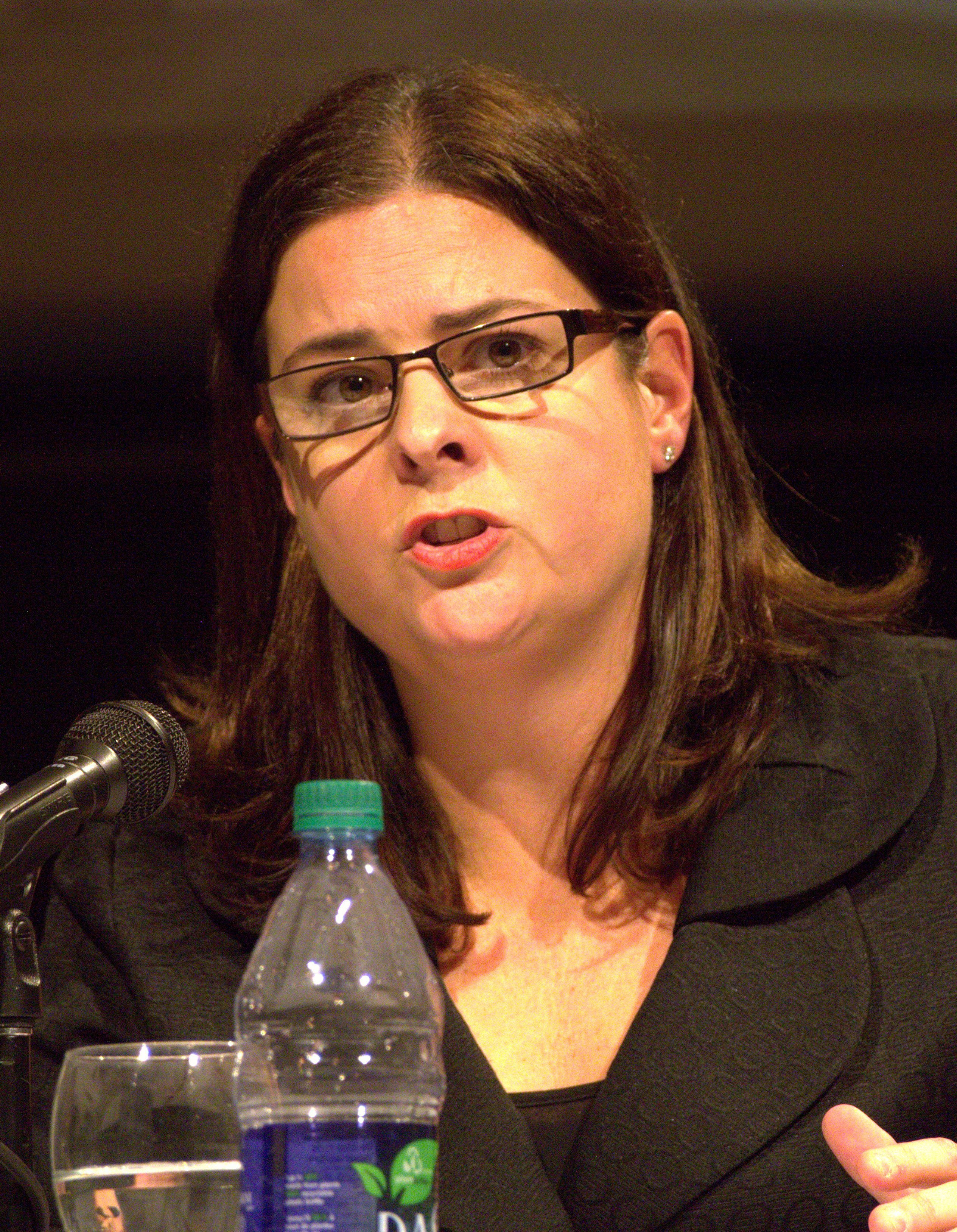
Heather Stefanson, Première ministre du Manitoba depuis 2021.

### Lieutenant-gouverneur représentant le roi
Le premier lieutenant-gouverneur de la province est Adams George Archibald de 1870 à 1872. Le poste est occupé par Anita Neville depuis le 24 octobre 2022.

### Premier ministre
Le tout premier Premier ministre du Manitoba est Alfred Boyd, au pouvoir de 1870 à 1871. La fonction est occupée depuis 2023 par Wab Kinew du Nouveau Parti démocratique, faisant de lui le premier premier ministre provincial au Canada membre des Premières Nations.

### Assemblée législative

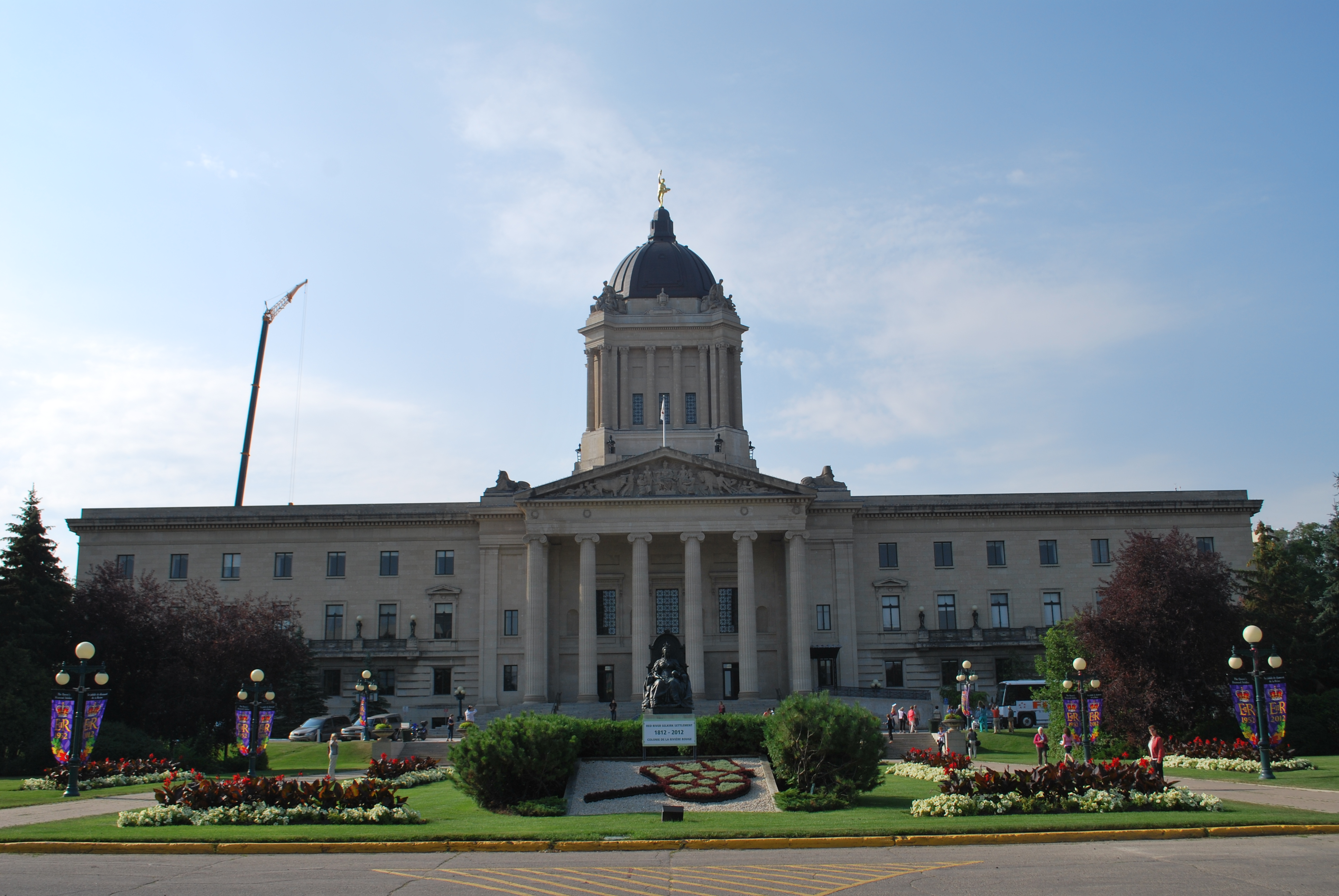
Palais législatif du Manitoba.

L'Assemblée législative du Manitoba est une entité indépendante du gouvernement manitobain et est composée de 57 membres. À la suite des élections de 2023, l'assemblée est composée de 34 députés du Nouveau Parti démocratique du Manitoba, 22 députés du Parti progressiste-conservateur du Manitoba et un député du Parti libéral du Manitoba.

### Représentation fédérale
À la suite des élections fédérales de 2019, le Manitoba est représenté à la Chambre des communes du Canada par sept membres du Parti conservateur du Canada, quatre membres du Parti libéral du Canada et trois membres du Nouveau Parti démocratique.
De plus, la province du Manitoba est également représentée au Sénat du Canada par cinq sénateurs. En 2021, le Groupe des sénateurs indépendants détient deux sièges, le Groupe du Parti conservateur et le Groupe progressiste du Sénat en détiennent chacun un, alors une sénatrice siège en tant que non-inscrite.

## Organisations et associations

### Francophonie
La Société franco-manitobaine est l'organisme porte-parole officiel de la francophonie du Manitoba. Cette francophonie représente plus de 100 000 individus dans la province. La Société veille à l'épanouissement de la communauté francophone et revendique le respect de ses droits. Avec ses partenaires, elle planifie, facilite et appuie le développement des Franco-Manitobains en en faisant la promotion.

### Associations des municipalités du Manitoba
Créée en janvier 1999, cette organisation a pour mission d’identifier et répondre aux besoins et préoccupations des maires, conseillers municipaux et présidents des villes incorporées du Manitoba. 

## Toponymie
Le mot Manitoba vient d'un mot cri qui signifie « passage du Grand Esprit » (Gitche Manitou) cela peut se traduire par « Grand Esprit qui parle ».

## Population
Selon le recensement de 2006, le plus grand groupe ethnique au Manitoba est d'origine anglaise (259 595 habitants), mais il y a une importante minorité d'origine française (148 370 habitants) et une population autochtone en pleine croissance (192 865 habitants, y compris les Métis). Mais seules 45 000 personnes ont aujourd'hui le français pour langue maternelle, soit 4 % de la population du Manitoba. Les autres groupes ethniques importants sont les Allemands (216 755 habitants - le deuxième groupe en importance), les Écossais (209 170) et les Irlandais (155 915). Le Manitoba est l'un des centres les plus importants de culture ukrainienne à l'extérieur de l'Ukraine (il y a 167 175 personnes d'origine ukrainienne) et c'est aussi le foyer de la plus grande communauté islandaise à l'extérieur de l'Islande.
| Recensement de 2016                           | Recensement de 2016                           | Population | % de la population totale |
| --------------------------------------------- | --------------------------------------------- | ---------- | ------------------------- |
| Minorités visibles                            | Philippins                                    | 79 815     | 6,43                      |
| Minorités visibles                            | Sud Asiatiques (en)                           | 42 060     | 3,39                      |
| Minorités visibles                            | Chinois                                       | 22 540     | 1,82                      |
| Minorités visibles                            | Noirs                                         | 30 335     | 2,44                      |
| Minorités visibles                            | Autres minorités visibles                     | 42 100     | 3,39                      |
| Total de la population des minorités visibles | Total de la population des minorités visibles | 216 850    | 17,48                     |
| Autochtones                                   | Premières Nations                             | 130 510    | 10,52                     |
| Autochtones                                   | Métis                                         | 89 355     | 7,2                       |
| Autochtones                                   | Inuits                                        | 610        | 0,05                      |
| Total population autochtone                   | Total population autochtone                   | 223 310    | 18                        |
| Canadiens européens                           | Canadiens européens                           | 800 540    | 64,52                     |
| Total population                              | Total population                              | 1 240 700  | 100,00                    |

### Langues
| Langue                       | Nombre  | % de la population |
| ---------------------------- | ------- | ------------------ |
| Anglais                      | 900 610 | 71,39              |
| Tagalog                      | 48 530  | 3,85               |
| Français                     | 40 520  | 3,21               |
| Pendjabi                     | 18 320  | 1,45               |
| Ukrainien                    | 14 505  | 1,15               |
| Cri                          | 13 915  | 1,1                |
| Mandarin                     | 10 170  | 0,81               |
| Espagnol                     | 10 005  | 0,79               |
| Russe                        | 9 130   | 0,72               |
| Ojibwé                       | 6 730   | 0,53               |
| Oji-cri                      | 6 505   | 0,52               |
| Portugais                    | 6 585   | 0,52               |
| Polonais                     | 6 455   | 0,51               |
| Anglais et français          | 4 365   | 0,35               |
| Anglais et une langue tierce | 25 965  | 2,06               |

### Religion

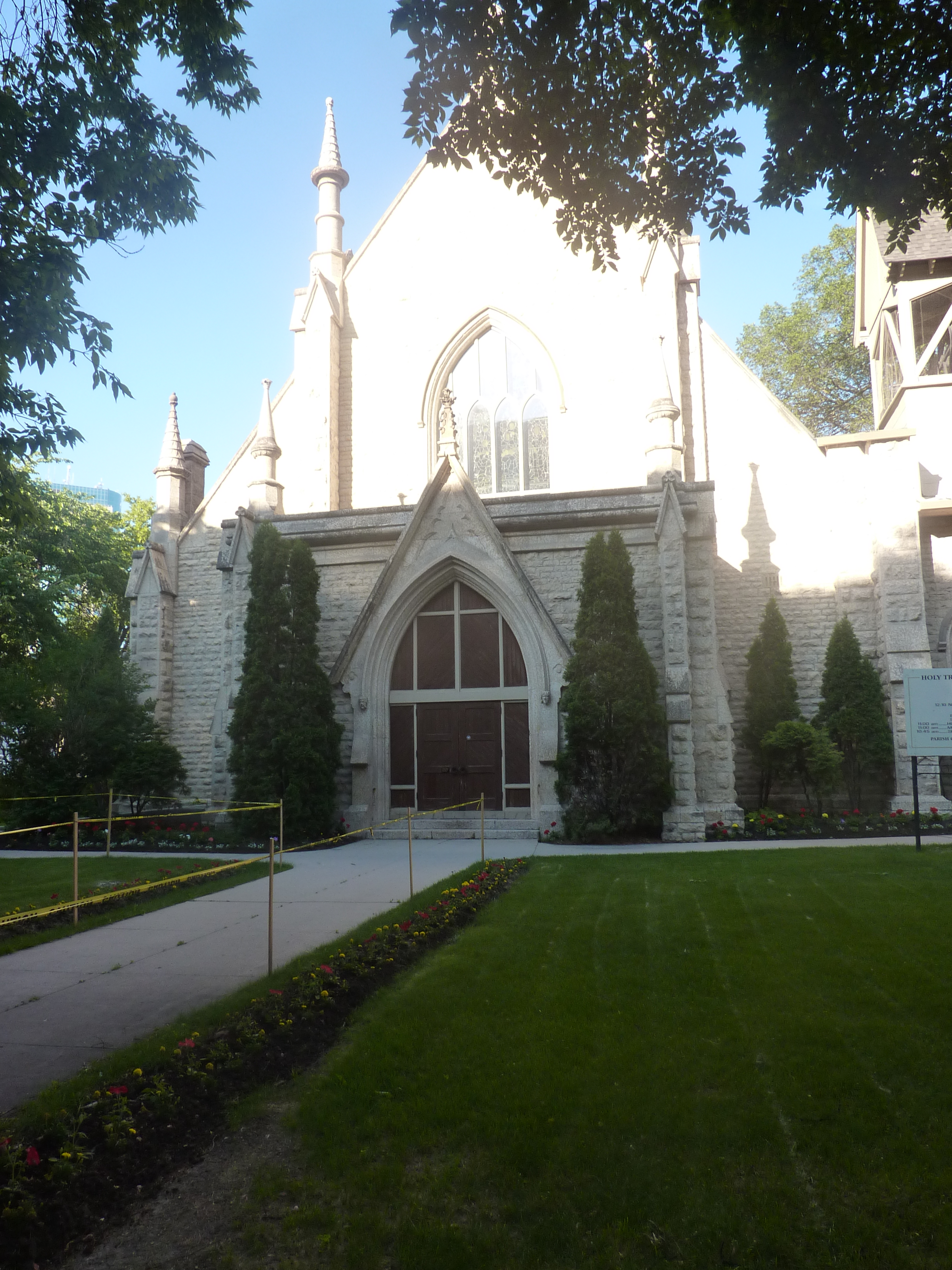
Cathédrale anglicane Holy Trinity à Winnipeg.

| Religion         | Nombre  | % de la population |
| ---------------- | ------- | ------------------ |
| Christianisme    | 803 640 | 68,43              |
| Islam            | 12 405  | 1,06               |
| Judaïsme         | 11 110  | 0,95               |
| Sikhi            | 10 200  | 0,87               |
| Hindouisme       | 7 720   | 0,66               |
| Animisme         | 7 155   | 0,61               |
| Bouddhisme       | 6 770   | 0,58               |
| Irréligion       | 14 505  | 1,24               |
| Autres religions | 4 245   | 0,36               |

## Sport
- Jets de Winnipeg (LNH)
- Moose du Manitoba (LAH)
- Wheat Kings de Brandon (LHOu)
- Blue Bombers de Winnipeg (LCF)
- Valour Football Club (PLC)